# Ponyplay

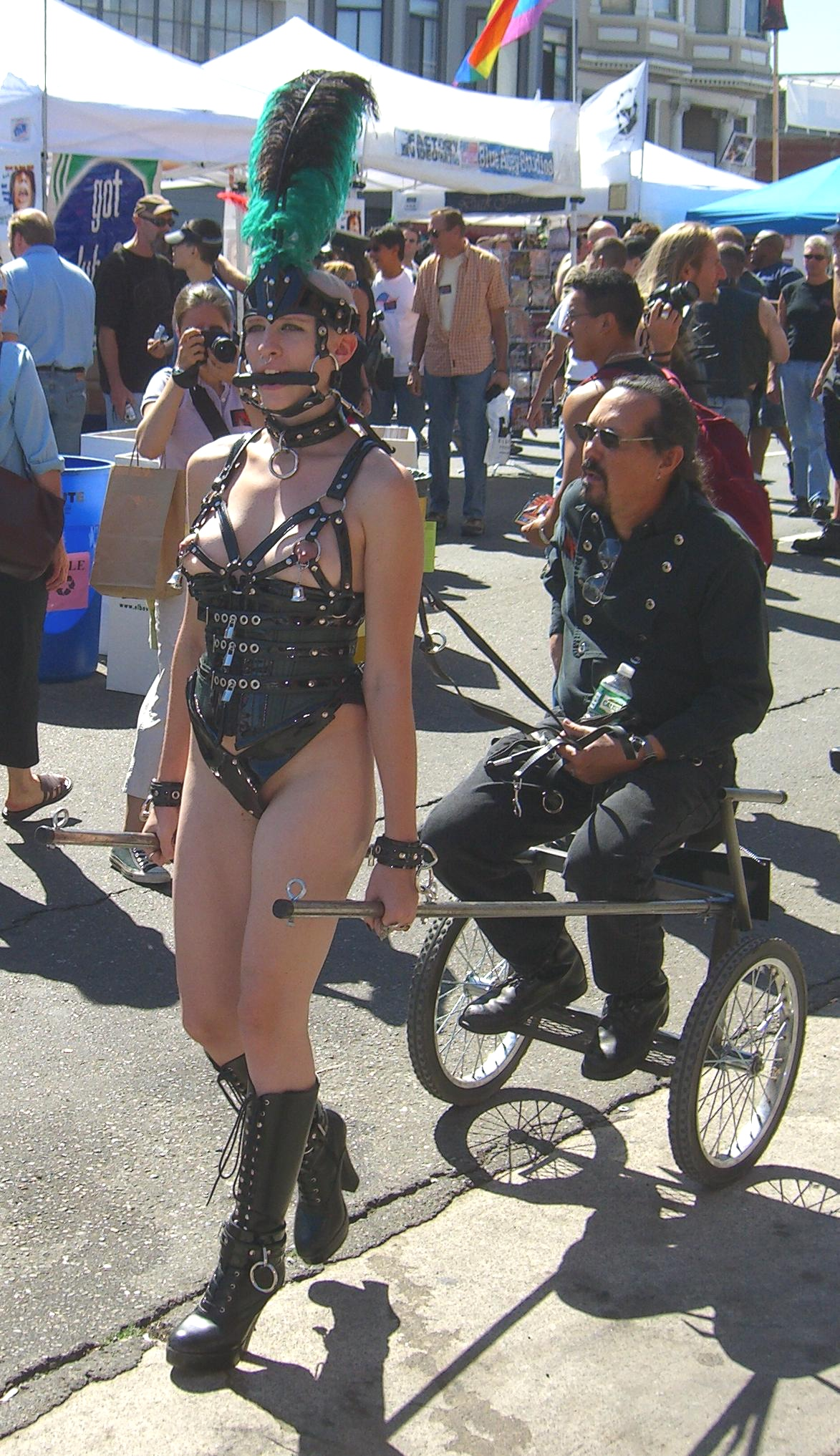
Ponyplay

Ponyplay is een rollenspel binnen bdsm. Tijdens het spel wordt de sub zo veel mogelijk uitgedost als een pony. Vaak wordt de sub ook werkelijk als paard gebruikt door de dominant. Verder houdt de dominant zich bezig met het trainen van de ponyboy of ponygirl.
Spelers zien het vaak meer als een manier van leven dan als een rollenspel.  Voor de kleding gelden geen speciale regels, vaak wordt bijvoorbeeld een mondknevel gebruikt.